# 비밀과 거짓말의 차이
《비밀과 거짓말의 차이》(영어: Must Love Dogs)는 미국에서 제작된 2005년 로맨틱 코미디 영화이다. 게리 데이비드 골드버그가 각본, 연출, 제작을 맡았으며, 그의 마지막 영화 연출작이다. 다이앤 레인, 존 큐색 등이 출연하였고, 게리 데이비드 골드버그 등이 제작에 참여하였다.

## 줄거리
이혼한 40살 유치원 교사 세라는 언니 캐럴이 온라인 데이팅 사이트 퍼펙트매치닷컴(perfectmatch.com)에 개를 좋아하는 남자(“must love dogs”)를 찾는다고 대신 글을 올리면서 역시 최근에 이혼한 제이크를 만나게 된다.

## 출연진
- 다이앤 레인 - 세라 놀런 역
- 존 큐색 - 제이컵 “제이크” 앤더슨 역
- 엘리자베스 퍼킨스 - 캐럴 놀런 역
- 브래드 윌리엄 헹키 - 리오 역
- 스토커드 채닝 - 돌리 역
- 크리스토퍼 플러머 - 윌리엄 “빌리” 놀런 역
- 콜린 에글스필드 - 데이비드 역
- 앨리 힐리스 - 크리스틴 놀런 역
- 더멋 멀로니 - 밥 보비 코너 역
- 빅터 웹스터 - 에릭 역
- 벤 솅크먼 - 찰리 역
- 줄리 곤잘로 - 준 역
- 조대나 스피로 - 셰리 역
- 글렌 하워턴 - 마이클 역
- 윌 로사 - 제러미 역
- 패트릭 세인트에스프리 - 마셜 역
- 조시 스탬버그 - 레니 역
- 수지 나카무라 - 마이 역
- 제이미 덴보 - 버사 역

## 기타 제작진
- 협력 제작: 줄리 래글런드
- 배역: 조애나 콜버트
- 미술: 나오미 쇼핸
- 의상: 플로렌스이저벨 메긴슨, 개밀라 스미스